# Dicercomyzon costale
Dicercomyzon costale is een haft uit de familie Dicercomyzidae. De wetenschappelijke naam van de soort is voor het eerst geldig gepubliceerd in 1957 door Kimmins.
De soort komt voor in het Afrotropisch gebied.